# Alameda de la Sagra (kommun i Spanien)
Alameda de la Sagra är en kommun i Spanien.   Den ligger i provinsen Toledo och regionen Kastilien-La Mancha, i den centrala delen av landet, 50 km söder om huvudstaden Madrid. Antalet invånare är 3 511.